# Gattjina
Gattjina (ryska: Га́тчина, uttal [ˈɡatːɕɪnə], finska: Hatsina, 1923–1929: Trotsk, 1929–1944: Krasnogvardejsk, 1941–1944 ockuperad under namnet Lindemannstadt) är en stad i Leningrad oblast som ligger i västra Ryssland, 45 km från Sankt Petersburg. Folkmängden uppgår till cirka 95 000 invånare. Gattjina är listad på Världsarvslistan på grund av att Gattjinaslottet från tsartiden är beläget här. Slottet blev framförallt känt som residens för Alexander III av Ryssland som på grund av ökat terroristhot föredrog slottet i Gattjina framför Vinterpalatset i Sankt Petersburg. 
Gattjina var ursprungligen en finsk by med namnet Hatsina, som på 1700-talet blev tsarernas sommarresidens. Under ryska inbördeskriget var Gattjina 1917 utgångspunkt för Aleksandr Kerenskijs operationer och 1919 för Nikolaj Judenitjs operationer.
Åren 1923–1929 hette staden Trotsk efter Lev Trotskij, men efter att han föll i onåd döptes staden om till Krasnogvardejsk 1929.